# Campylopus flaccidus
Campylopus flaccidus är en bladmossart som beskrevs av Ferdinand François Gabriel Renauld och Jules Cardot 1893. Campylopus flaccidus ingår i släktet nervmossor, och familjen Dicranaceae. Inga underarter finns listade i Catalogue of Life.